# 前塚古墳 (高槻市)
前塚古墳（まえづかこふん）は、大阪府高槻市岡本町にある古墳。形状は帆立貝形古墳。史跡指定はされていない。

## 概要
大阪府北部、高槻市北部の弁天山丘陵を南に降りきった地に築造された古墳である。現在までに開墾等により墳丘が一部削平を受けているほか、墳丘南側に引かれた道路により周濠が分断されている。考古学的には、明治期の開墾によって石棺が出土したことが知られるほか、これまでに墳丘周囲で数次の発掘調査が実施されている。
墳形は前方部が短小な帆立貝形の前方後円形で、前方部を西方に向ける。墳丘外表では葺石・埴輪片（円筒埴輪・蓋形埴輪・家形埴輪）が検出されている。また墳丘周囲には幅10-17メートルの周濠が巡らされており、周濠を含めた古墳総長は120メートルにおよぶ。埋葬施設の構造は詳らかでないが、前述の明治期の開墾の際に凝灰岩製長持形石棺が出土したことが知られ、その際には副葬品も出土したという。
この前塚古墳は、出土埴輪・出土石棺より古墳時代中期の5世紀頃（5世紀初頭または5世紀中葉-後半）の築造と推定される。かつては近在の今城塚古墳の陪塚とする説もあったが、現在は先行古墳に位置づけられる。
出土石棺は1974年（昭和49年）に大阪府指定有形文化財に指定されている。

## 墳丘
墳丘の規模は次の通り。
- 古墳総長：120メートル - 周濠を含めた全長。
- 墳丘長：94メートル
- 後円部
  - 直径：69メートル
- 前方部
  - 長さ：25メートル
  - 幅：25メートル（推定値）

築造企画は、西方の番山古墳（高槻市土室町）との類似が指摘される。墳丘周囲に巡らされている周濠は墳丘と相似形で、幅は後円部側で16メートル、前方部側で10メートルを測る。

## 埋葬施設

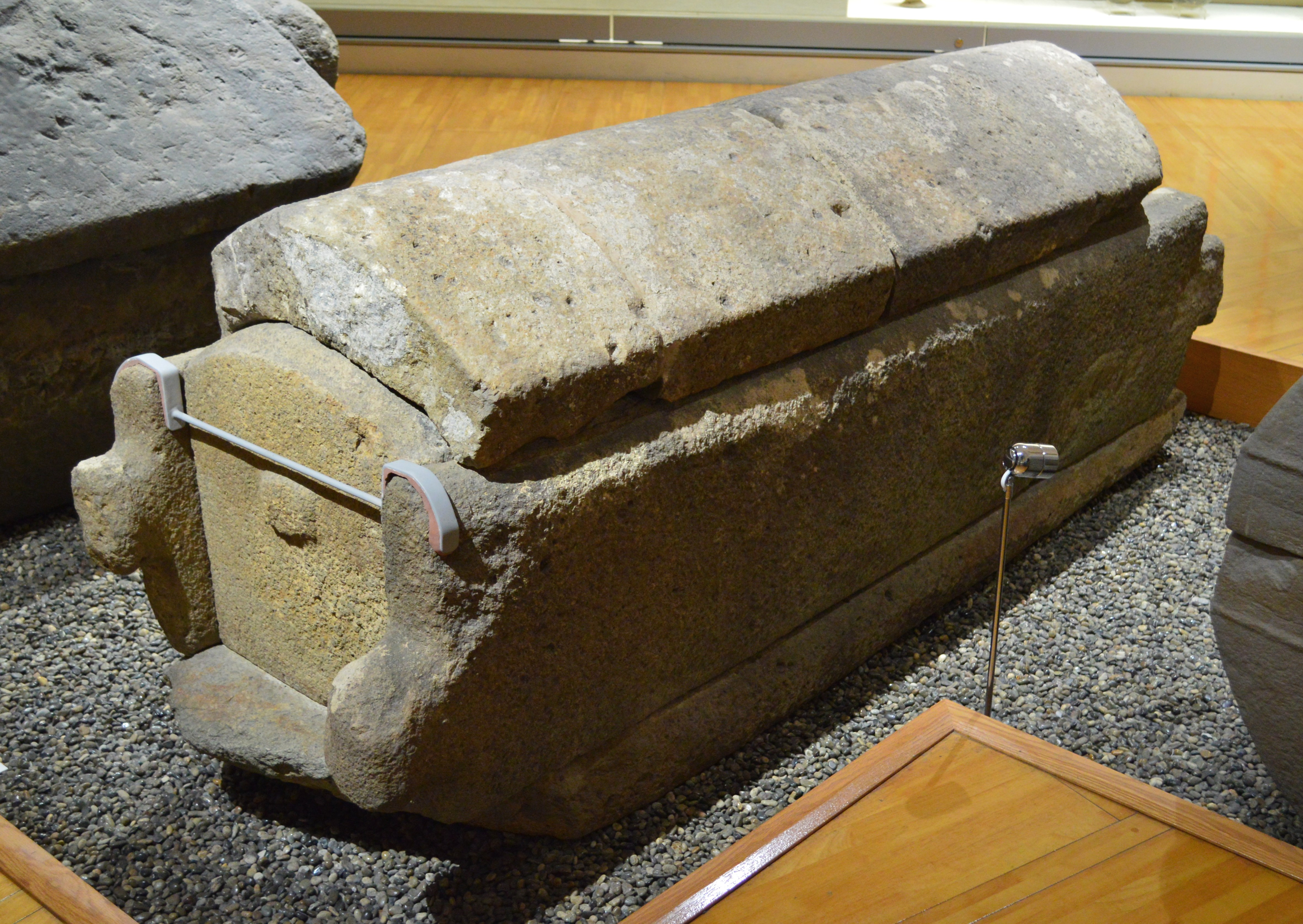
前塚古墳出土 長持形石棺
（大阪府指定文化財）大阪府立近つ飛鳥博物館展示。

埋葬施設の構造は不明であるが、施設内部に長持形石棺が納められていたことが知られる。この石棺は明治期の開墾の際に露出して発見されたもので、凝灰岩製であり、長さ約2メートル・幅約0.6メートル・高さ約0.8メートルを測る。蓋はいわゆる印籠蓋の形状で蒲鉾状を呈し、側石には各1個の縄掛突起を有する。突起のある前後両端には三角形の沈刻文も認められている。また副葬品として、鏡・鉄刀・鉄鉾の存在が知られるが、詳細は明らかでない。
この石棺は大阪府指定有形文化財に指定されている。実物は長らく大阪府立茨木高等学校に置かれていたが、現在は大阪府立近つ飛鳥博物館において保存・展示されている。また、レプリカが大阪府立茨木高等学校に展示されている。

## 文化財

### 大阪府指定文化財
- 有形文化財
  - 前塚古墳石棺（考古資料） - 大阪府立近つ飛鳥博物館保管。1974年（昭和49年）3月29日指定[6]。

## 関連施設
- 大阪府立近つ飛鳥博物館（南河内郡河南町） - 前塚古墳の出土石棺（実物）を保管・展示。
- 大阪府立茨木高等学校（茨木市新庄町） - 前塚古墳の出土石棺レプリカを展示。